# Enric Madriguera
Pour les articles homonymes, voir Madriguera.
Enric R. Madriguera, né le 17 février 1902 à Barcelone et mort le 7 septembre 1973 à Danbury (Connecticut),, est un violoniste espagnol. 

## Biographie
Enric Madriguera est né à Barcelone. Sa sœur est la pianiste Paquita Madriguera, seconde épouse d'Andrés Segovia. Il donne des concerts dès l'enfance puis étudie au Conservatoire de Barcelone. Alors qu'il n'a pas encore vingt ans, il est le violoniste principal de l'orchestre symphonique de Boston, avant de devenir chef d'orchestre de l'Orchestre philharmonique de Cuba. 
À la fin des années 1920, Madriguera joue dans l'orchestre de studio de Ben Selvin (en) chez Columbia Records à New York, et est brièvement directeur des enregistrements de musique latine de cette société. En 1932, il crée son propre orchestre à l'hôtel Biltmore, qui enregistre pour Columbia jusqu'en 1934. Durant cette période, sa musique est principalement de la danse anglo-américaine ou du foxtrot, et fréquemment influencée par le jazz, bien qu'il ait eu un modeste succès avec son interprétation rumba de Carioca (1934).
Dans les années 1930, il enregistre presque exclusivement de la musique latino-américaine ; sa composition Adios devient un succès national en 1931. Lors de ses apparitions à la radio, son groupe est présenté sous le nom d'Enric Madriguera and His Music of the Americas, et Adios en est le thème principal. Proclamé « Ambassadeur de la musique pour toutes les Amériques », il apparait dans plusieurs courts métrages musicaux, dont Enric Madriguera and his Orchestra en 1946, dans lequel il interprète plusieurs chansons, assurant également l'orchestre de sa chanteuse et épouse, Patricia Gilmore. Une critique de l'une de ses apparitions relate comment il « reflèt[e] la chaleur de nos voisins du Sud ».
Il meurt à Danbury, dans le Connecticut.